# 海技士 (航海)
海技士 (航海)（かいぎし（こうかい））は、海技従事者国家資格のうちの1つ。国土交通省管轄。
甲板部船舶職員（船長や航海士）として船舶に乗り組むために必要な資格である。
1級〜6級、船橋当直3級に分かれており、それぞれの免許において、乗り組める船舶の航行区域と総トン数、及び船舶職員の階級が規定されている。（詳細は海技士の項を参照）。
国家試験は年4回程実施される（実施は国土交通省）。試験は、筆記試験と口述試験からなる学科試験および身体検査があり、年齢制限（取得は18歳以上）はないが一定の乗船経歴が必要になる。ただし、学科試験のうち筆記試験については基本的に乗船履歴が無くても受験できる。乗船経歴については海技従事者を参照のこと。資格取得に必要な身体的条件（健康状態）は小型船舶操縦士に比べてかなり厳しく、現役の船長や航海士であってもそれをクリアできなければ操船をすることができなくなる。

## 試験科目
1級
- 筆記試験

1. 計測機器
2. 船舶知識（動力、設備、構造等）
3. 気象知識
4. 緊急時の知識

- 口述試験

1. 計測機器
2. 船舶知識（動力、設備、構造等）
3. 気象知識
4. 緊急時の知識

- 身体検査

1. 視力、聴力、疾患の有無

2級
- 筆記試験

1. 計測機器
2. 船舶知識（動力、設備、構造等）
3. 気象知識
4. 緊急時の知識

- 口述試験

1. 計測機器
2. 船舶知識（動力、設備、構造等）
3. 気象知識
4. 緊急時の知識

- 身体検査

1. 視力、聴力、疾患の有無

3級
- 筆記試験

1. 計測機器
2. 船舶知識（動力、設備、構造等）
3. 気象知識
4. 緊急時の知識

- 口述試験

1. 計測機器
2. 船舶知識（動力、設備、構造等）
3. 気象知識
4. 緊急時の知識

- 身体検査

1. 視力、聴力、疾患の有無

4級
- 筆記試験

1. 計測機器
2. 船舶知識（動力、設備、構造等）
3. 気象知識
4. 緊急時の知識

- 口述試験

1. 計測機器
2. 船舶知識（動力、設備、構造等）
3. 気象知識
4. 緊急時の知識

- 身体検査

1. 視力、聴力、疾患の有無

5級
- 筆記試験

1. 計測機器
2. 船舶知識（動力、設備、構造等）
3. 気象知識
4. 緊急時の知識

- 口述試験

1. 計測機器
2. 船舶知識（動力、設備、構造等）
3. 気象知識
4. 緊急時の知識

- 身体検査

1. 視力、聴力、疾患の有無

6級
- 筆記試験

1. 計測機器
2. 船舶知識（動力、設備、構造等）
3. 気象知識
4. 緊急時の知識

- 口述試験

1. 計測機器
2. 船舶知識（動力、設備、構造等）
3. 気象知識
4. 緊急時の知識

- 身体検査

1. 視力、聴力、疾患の有無

船橋当直3級
- 筆記試験

1. 機器知識
2. 構造知識
3. 航法
4. 気象
5. 法知識
6. 英語
7. 貨物
8. 緊急時の知識

- 口述試験

1. 機器知識
2. 構造知識
3. 航法
4. 気象
5. 法知識
6. 英語
7. 貨物
8. 緊急時の知識

- 身体検査

1. 視力、聴力、疾患の有無

## 備考
- 三級海技士（航海）の海技免状を有し、五年以上船舶に関し、実地の経験を有する者で、技術優秀と認められる者は、中学校職業科2種免許状および高等学校商船科1種免許状を受けることができる。（教育職員免許法施行法第二条二十の四）